# Saison 2005-2006 du Football Club de Grenoble rugby
Cette page présente la saison 2005-2006 du Football club de Grenoble rugby.
En raison d'ennuis financiers avec un déficit de 3,64 millions d'euros, la Ligue nationale de rugby, sur avis du Conseil supérieur de la Direction nationale d'aide et de contrôle de gestion (DNACG), refuse son engagement en Pro D2.
Le 5 juillet 2005, Grenoble est rétrogradé  en Fédérale 1 pour la saison 2005-2006.
Le 22 juillet, la SASP, chargée du secteur professionnel du club, se déclare en cessation de paiement auprès du président du Tribunal de commerce de Grenoble.
Jacques Fouroux couronné de succès avec le club avait accepté de revenir en tant que directeur sportif et d'entraîner avec Gilles Cassagne pour replacer Grenoble au plus vite en élite avec un recrutement ambitieux mais avec la double rétrogradation du club se rétracte, tout comme Bernard Fakaté, Alani Maka, Mohamed Gouasmia, Georges Kutaraschvili, Jérôme Filitoga-Taofifénua, Savelio Pome'e, Ahofa Maka, Sacha Marot, Jean-Lapaix Bilong et Iulian Dumitraș. 
De plus Sébastian Rondinelli, Sam Cordingley et Pierre-Alain Nègre-Gauthier déjà présents partiront également et Jason Tiatia partira lui en cours de saison.
Finalement le club grenoblois qui repartira avec le duo d’entraîneurs Franck Corrihons et Jean-François Martin-Culet et la plupart de ses espoirs avec notamment l'emblématique Jonathan Best ne demeure qu'un an chez les amateurs, battant le RC Nîmes sur le score de 32 à 25 lors de la petite finale du Trophée Jean-Prat au stade Georges-Pompidou de Valence, un match décisif octroyant la 3e et dernière place qualificative en Pro D2.

## Phase préliminaire
48 équipes réparties en 6 poules de 8. Chaque équipe rencontre les 7 autres équipes de la poule en matches aller/retour - soit 14 rencontres par équipe.
À l'issue de la phase préliminaire: 
- les 4 équipes les mieux classées dans chaque poule sont qualifiées pour le Trophée Jean Prat (play-offs) - soit 24 équipes.
- les 4 autres équipes poursuivent le championnat de 1re division fédérale et jouent la deuxième phase  (play-downs) de celui-ci - soit 24 équipes.

## Deuxième phase
Cette partie du championnat est réservée aux 24 clubs finissant entre la 5e et 8e places de chaque poule durant la phase préliminaire.
Ces 24 clubs sont répartis en 4 poules de 6 et se rencontrent en matches aller/retour sachant que les points marqués et les suspensions obtenues durant la phase préliminaire sont conservés.
À l'issue de cette phase:
- les 3 premiers de chaque poule - soit 12 équipes - se qualifient pour une phase finale, dont le vainqueur de celle-ci remporte un titre honorifique de champion de France, mais n'est pas promu au niveau supérieur.
- les 3 derniers de chaque poule - soit 12 équipes - sont relégués en Fédérale 2.

## Trophée Jean Prat
Cette partie du championnat est réservée aux 24 clubs finissant entre la 1re et 4e places de chaque poule durant la phase préliminaire. Ces 24 clubs sont répartis en 6 poules de 4 et se rencontrent en matches aller/retour sachant que les points marqués et les suspensions obtenues durant la phase préliminaire ne sont pas conservés.
À l'issue de cette phase :
- les 2 premiers de chaque poule - soit 12 équipes - se qualifient pour les 1/4 de la phase finale du trophée, sachant que :
  - les 4 meilleurs premiers sont qualifiés automatiquement pour les 1/4 de finale ;
  - les 2 autres premiers et les 6 deuxièmes se rencontrent en barrages pour l'attribution des 4 autres places pour les 1/4 de finale - soit 4 matches sur terrain neutre ;
- les 1/4 de finale ont lieu en matches aller/retour ;
- les 1/2 de finale ont lieu en matches aller/retour ;
- les vainqueurs des 1/2 sont promus en Pro D2 et se qualifient pour la finale ;
- les perdants des 1/2 jouent une "petite finale" ;
- au total 3 équipes sont promues en Pro D2.

## Saison régulière

### Poule 1
| Club            | Ville            | Saison 2004-2005 | Site officiel |
| --------------- | ---------------- | ---------------- | ------------- |
| RC Aubenas      | Aubenas          |                  | Site officiel |
| AS Bédarrides   | Bédarrides       |                  | Site officiel |
| RO Grasse       | Grasse           |                  | Site officiel |
| US La Seyne     | La Seyne-sur-Mer |                  | Site officiel |
| RO Lunel        | Lunel            |                  | Site officiel |
| RC Nîmes        | Nîmes            |                  | -             |
| Valence sportif | Valence          |                  | -             |
| RC Vichy        | Vichy            |                  | Site officiel |

| Rang | Club       | J  | V  | N | D  | Pm  | Pe  | Diff | Pts |
| ---- | ---------- | -- | -- | - | -- | --- | --- | ---- | --- |
| 1    | Nîmes      | 14 | 12 | 0 | 2  | 330 | 163 | +167 | 38  |
| 2    | Valence    | 14 | 7  | 1 | 6  | 181 | 204 | -23  | 29  |
| 3    | Bédarrides | 15 | 7  | 0 | 8  | 284 | 217 | +67  | 28  |
| 4    | Lunel      | 15 | 7  | 0 | 8  | 185 | 209 | -24  | 28  |
| 5    | La Seyne   | 14 | 6  | 1 | 7  | 242 | 271 | -29  | 27  |
| 6    | Aubenas    | 14 | 6  | 1 | 7  | 216 | 248 | -32  | 27  |
| 7    | Vichy      | 12 | 5  | 1 | 6  | 253 | 285 | -32  | 25  |
| 8    | Grasse     | 14 | 4  | 0 | 10 | 157 | 251 | -94  | 22  |

|  | Qualifiés pour le Trophée Jean-Prat (no 1, no 2, no 3, no 4).                                                                               |
|  | Qualifiés pour les Play-down (no 5, no 6, no 7, no 8).                                                                                      |
|  | V : Victoires • N : Matches Nuls • D : Défaites • PP : Points Pour (marqués) • PC : Points Contre (encaissés) • Diff : Différence de points |

### Poule 2
| Club              | Ville            | Saison 2004-2005 | Site officiel |
| ----------------- | ---------------- | ---------------- | ------------- |
| US Beaurepaire    | Beaurepaire      |                  | Site officiel |
| US Bressane       | Bourg-en-Bresse  |                  | Site officiel |
| RC Chalon         | Chalon-sur-Saône |                  | -             |
| SO Chambéry       | Chambéry         |                  | Site officiel |
| CSM Gennevilliers | Gennevilliers    |                  | Site officiel |
| FC Grenoble       | Grenoble         |                  | Site officiel |
| CS Lons Jura      | Lons-le-Saunier  |                  | -             |
| US Montmélian     | Montmélian       |                  | Site officiel |

| Rang | Club             | J  | V  | N | D  | Pm  | Pe  | Diff | Pts |
| ---- | ---------------- | -- | -- | - | -- | --- | --- | ---- | --- |
| 1    | Grenoble         | 14 | 11 | 0 | 3  | 276 | 169 | +107 | 36  |
| 2    | Chalon-sur-Saône | 14 | 10 | 0 | 4  | 348 | 207 | +141 | 34  |
| 3    | Chambéry         | 14 | 10 | 0 | 4  | 271 | 256 | +15  | 34  |
| 4    | Bourg-en-Bresse  | 14 | 7  | 3 | 4  | 246 | 181 | +65  | 31  |
| 5    | Beaurepaire      | 14 | 7  | 0 | 7  | 225 | 292 | -67  | 28  |
| 6    | Gennevilliers    | 14 | 4  | 1 | 9  | 219 | 249 | -30  | 23  |
| 7    | US Montmélian    | 14 | 2  | 1 | 11 | 190 | 297 | -107 | 19  |
| 8    | Lons-le-Saunier  | 14 | 2  | 1 | 11 | 179 | 303 | -124 | 19  |

|  | Qualifiés pour le Trophée Jean-Prat (no 1, no 2, no 3, no 4).                                                                               |
|  | Qualifiés pour les Play-down (no 5, no 6, no 7, no 8).                                                                                      |
|  | V : Victoires • N : Matches Nuls • D : Défaites • PP : Points Pour (marqués) • PC : Points Contre (encaissés) • Diff : Différence de points |

### Poule 3
| Club                       | Ville         | Saison 2004-2005 | Site officiel |
| -------------------------- | ------------- | ---------------- | ------------- |
| RC Arras                   | Arras         |                  | Site officiel |
| AC Bobigny                 | Bobigny       |                  | Site officiel |
| Stade domontois Val-d'Oise | Domont        |                  | Site officiel |
| RC Massy Essonne           | Massy         |                  | Site officiel |
| Stade nantais UC           | Nantes        |                  | Site officiel |
| Stade Poitevin             | Poitiers      |                  | Site officiel |
| Sporting nazairien rugby   | Saint-Nazaire |                  | Site officiel |
| US Tours                   | Tours         | Promu            | Site officiel |

| Rang | Club          | J  | V  | N | D  | Pm  | Pe  | Diff | Pts |
| ---- | ------------- | -- | -- | - | -- | --- | --- | ---- | --- |
| 1    | Massy         | 14 | 10 | 2 | 2  | 325 | 208 | +117 | 36  |
| 2    | Tours         | 14 | 8  | 1 | 5  | 276 | 238 | +38  | 31  |
| 3    | Saint-Nazaire | 14 | 8  | 0 | 6  | 275 | 254 | +21  | 30  |
| 4    | Bobigny       | 14 | 7  | 1 | 6  | 228 | 214 | +14  | 29  |
| 5    | Poitiers      | 14 | 7  | 0 | 7  | 250 | 253 | -3   | 28  |
| 6    | Domont        | 14 | 6  | 0 | 8  | 269 | 300 | -31  | 26  |
| 7    | Nantes        | 14 | 4  | 0 | 10 | 235 | 290 | -55  | 22  |
| 8    | Arras         | 14 | 4  | 0 | 10 | 238 | 339 | -101 | 22  |

|  | Qualifiés pour le Trophée Jean-Prat (no 1, no 2, no 3, no 4).                                                                               |
|  | Qualifiés pour les Play-down (no 5, no 6, no 7, no 8).                                                                                      |
|  | V : Victoires • N : Matches Nuls • D : Défaites • PP : Points Pour (marqués) • PC : Points Contre (encaissés) • Diff : Différence de points |

### Poule 4
| Club                     | Ville                 | Saison 2004-2005 | Site officiel |
| ------------------------ | --------------------- | ---------------- | ------------- |
| Blagnac SCR              | Blagnac               |                  | Site officiel |
| Cahors rugby             | Cahors                |                  | Site officiel |
| UA Gaillac               | Gaillac               |                  | Site officiel |
| Gourdon XV Bouriane      | Gourdon               |                  | -             |
| Limoges rugby            | Limoges               |                  | Site officiel |
| Lombez Samatan club      | Lombez-Samatan        |                  | Site officiel |
| UR Marmande Casteljaloux | Marmande-Casteljaloux |                  | Site officiel |
| Avenir valencien         | Valence-d'Agen        | Promu            | Site officiel |

| Rang | Club                  | J  | V  | N | D  | Pm  | Pe  | Diff | Pts |
| ---- | --------------------- | -- | -- | - | -- | --- | --- | ---- | --- |
| 1    | Limoges               | 14 | 11 | 1 | 2  | 417 | 192 | +225 | 37  |
| 2    | Gaillac               | 14 | 10 | 1 | 3  | 263 | 166 | +97  | 35  |
| 3    | Blagnac               | 14 | 7  | 1 | 6  | 253 | 224 | +29  | 29  |
| 4    | Cahors                | 14 | 7  | 1 | 6  | 298 | 287 | +11  | 29  |
| 5    | Marmande-Casteljaloux | 14 | 6  | 2 | 6  | 234 | 257 | -23  | 28  |
| 6    | Valence d'Agen        | 14 | 4  | 2 | 8  | 220 | 264 | -44  | 24  |
| 7    | Gourdon               | 14 | 4  | 0 | 10 | 209 | 337 | -128 | 22  |
| 8    | Lombez-Samatan        | 14 | 3  | 0 | 11 | 204 | 371 | -167 | 20  |

|  | Qualifiés pour le Trophée Jean-Prat (no 1, no 2, no 3, no 4).                                                                               |
|  | Qualifiés pour les Play-down (no 5, no 6, no 7, no 8).                                                                                      |
|  | V : Victoires • N : Matches Nuls • D : Défaites • PP : Points Pour (marqués) • PC : Points Contre (encaissés) • Diff : Différence de points |

### Poule 5
| Club                 | Ville              | Saison 2004-2005 | Site officiel |
| -------------------- | ------------------ | ---------------- | ------------- |
| CABBG                | Bordeaux-bègles    |                  | Site officiel |
| US testerine         | La Teste           |                  | Site officiel |
| CA Lannemezan        | Lannemezan         |                  | Site officiel |
| FC Lourdes           | Lourdes            |                  | Site officiel |
| CA Périgueux         | Périgueux          |                  | Site officiel |
| SA Sint-Sever        | Saint-Sever        |                  | Site officiel |
| Saint-Paul SR        | Saint-Paul-lès-Dax |                  | Site officiel |
| Saint-Jean-de-Luz OR | Saint-Jean-de-Luz  |                  | Site officiel |

| Rang | Club               | J  | V  | N | D  | Pm  | Pe  | Diff | Pts |
| ---- | ------------------ | -- | -- | - | -- | --- | --- | ---- | --- |
| 1    | Bordeaux-Bègles    | 14 | 11 | 1 | 2  | 301 | 196 | +105 | 37  |
| 2    | Saint-Jean-de-Luz  | 14 | 10 | 0 | 4  | 355 | 216 | +139 | 34  |
| 3    | Périgueux          | 14 | 8  | 0 | 6  | 222 | 217 | +5   | 30  |
| 4    | Lourdes            | 14 | 8  | 0 | 6  | 280 | 298 | -18  | 30  |
| 5    | Lannemezan         | 14 | 7  | 0 | 7  | 319 | 248 | +71  | 28  |
| 6    | Saint-Paul-lès-Dax | 14 | 6  | 1 | 7  | 294 | 279 | +15  | 27  |
| 7    | La Teste           | 14 | 5  | 0 | 9  | 249 | 313 | -64  | 24  |
| 8    | Saint-Sever        | 14 | 0  | 0 | 14 | 164 | 417 | -253 | 14  |

|  | Qualifiés pour le Trophée Jean-Prat (no 1, no 2, no 3, no 4).                                                                               |
|  | Qualifiés pour les Play-down (no 5, no 6, no 7, no 8).                                                                                      |
|  | V : Victoires • N : Matches Nuls • D : Défaites • PP : Points Pour (marqués) • PC : Points Contre (encaissés) • Diff : Différence de points |

### Poule 6
| Club              | Ville                     | Saison 2004-2005 | Site officiel |
| ----------------- | ------------------------- | ---------------- | ------------- |
| ES Catalane       | Argelès-sur-Mer           |                  | Site officiel |
| Céret sportif     | Céret                     |                  | Site officiel |
| AS Fleurantine    | Fleurance                 |                  | Site officiel |
| SC Graulhet       | Graulhet                  |                  | Site officiel |
| AS Lavaur         | Lavaur                    |                  | Site officiel |
| SO Millau         | Millau                    |                  | Site officiel |
| FC Oloron         | Oloron-Sainte-Marie       |                  | -             |
| FC villefranchois | Villefranche-de-Lauragais |                  | Site officiel |

| Rang | Club                      | J  | V | N | D  | Pm  | Pe  | Diff | Pts |
| ---- | ------------------------- | -- | - | - | -- | --- | --- | ---- | --- |
| 1    | Oloron                    | 14 | 9 | 0 | 5  | 334 | 228 | +106 | 32  |
| 2    | Graulhet                  | 14 | 8 | 2 | 4  | 298 | 262 | +36  | 32  |
| 3    | Fleurance                 | 14 | 8 | 1 | 5  | 284 | 248 | +36  | 31  |
| 4    | Lavaur                    | 14 | 8 | 0 | 6  | 287 | 245 | +42  | 30  |
| 5    | Millau                    | 14 | 7 | 1 | 6  | 206 | 244 | -38  | 29  |
| 6    | ES Catalane               | 14 | 6 | 1 | 7  | 309 | 278 | +31  | 27  |
| 7    | Céret                     | 14 | 5 | 1 | 8  | 252 | 286 | -34  | 25  |
| 8    | Villefranche-de-Lauragais | 14 | 2 | 0 | 12 | 188 | 367 | -179 | 18  |

|  | Qualifiés pour le Trophée Jean-Prat (no 1, no 2, no 3, no 4).                                                                               |
|  | Qualifiés pour les Play-down (no 5, no 6, no 7, no 8).                                                                                      |
|  | V : Victoires • N : Matches Nuls • D : Défaites • PP : Points Pour (marqués) • PC : Points Contre (encaissés) • Diff : Différence de points |

## Trophée Jean-Prat

### Poule 1
| Rang | Club       | J | V | N | D | Pm  | Pe  | Diff | Pts |
| ---- | ---------- | - | - | - | - | --- | --- | ---- | --- |
| 1    | Nîmes      | 6 | 5 | 0 | 1 | 147 | 74  | +73  | 16  |
| 2    | Bédarrides | 6 | 4 | 0 | 2 | 122 | 92  | +30  | 14  |
| 3    | Valence    | 6 | 2 | 0 | 4 | 83  | 142 | -59  | 10  |
| 4    | Chambéry   | 6 | 1 | 0 | 5 | 81  | 125 | -44  | 8   |

|  | Qualifiés pour la phase finale (no 1, no 2).                                                                                                |
|  | V : Victoires • N : Matches Nuls • D : Défaites • PP : Points Pour (marqués) • PC : Points Contre (encaissés) • Diff : Différence de points |

### Poule 2
| Rang | Club            | J | V | N | D | Pm  | Pe  | Diff | Pts |
| ---- | --------------- | - | - | - | - | --- | --- | ---- | --- |
| 1    | Cahors          | 6 | 4 | 0 | 2 | 145 | 118 | +27  | 14  |
| 2    | Fleurance       | 6 | 3 | 0 | 3 | 115 | 156 | -41  | 12  |
| 3    | Tours           | 6 | 3 | 0 | 3 | 124 | 99  | +25  | 12  |
| 4    | Bordeaux-Bègles | 6 | 2 | 0 | 4 | 115 | 126 | -11  | 10  |

|  | Qualifiés pour la phase finale (no 1, no 2).                                                                                                |
|  | V : Victoires • N : Matches Nuls • D : Défaites • PP : Points Pour (marqués) • PC : Points Contre (encaissés) • Diff : Différence de points |

### Poule 3
| Rang | Club          | J | V | N | D | Pm  | Pe  | Diff | Pts |
| ---- | ------------- | - | - | - | - | --- | --- | ---- | --- |
| 1    | Limoges       | 6 | 6 | 0 | 0 | 171 | 55  | +116 | 18  |
| 2    | Saint-Nazaire | 6 | 3 | 0 | 3 | 110 | 150 | -40  | 12  |
| 3    | Bobigny       | 6 | 2 | 0 | 4 | 114 | 132 | -18  | 10  |
| 4    | Oloron        | 6 | 1 | 0 | 5 | 85  | 143 | -58  | 8   |

|  | Qualifiés pour la phase finale (no 1, no 2).                                                                                                |
|  | V : Victoires • N : Matches Nuls • D : Défaites • PP : Points Pour (marqués) • PC : Points Contre (encaissés) • Diff : Différence de points |

### Poule 4
| Rang | Club              | J | V | N | D | Pm  | Pe  | Diff | Pts |
| ---- | ----------------- | - | - | - | - | --- | --- | ---- | --- |
| 1    | Massy             | 6 | 5 | 0 | 1 | 188 | 122 | +66  | 16  |
| 2    | Saint-Jean-de-Luz | 6 | 4 | 0 | 2 | 122 | 116 | +6   | 12  |
| 3    | Lourdes           | 6 | 3 | 0 | 3 | 153 | 177 | -24  | 12  |
| 4    | Périgueux         | 6 | 1 | 0 | 5 | 126 | 174 | -48  | 8   |

|  | Qualifiés pour la phase finale (no 1, no 2).                                                                                                |
|  | V : Victoires • N : Matches Nuls • D : Défaites • PP : Points Pour (marqués) • PC : Points Contre (encaissés) • Diff : Différence de points |

### Poule 5
| Rang | Club             | J | V | N | D | Pm  | Pe  | Diff | Pts |
| ---- | ---------------- | - | - | - | - | --- | --- | ---- | --- |
| 1    | Grenoble         | 6 | 5 | 0 | 1 | 127 | 69  | +58  | 16  |
| 2    | Lavaur           | 6 | 3 | 0 | 3 | 72  | 95  | -23  | 12  |
| 3    | Chalon-sur-Saône | 6 | 3 | 0 | 3 | 113 | 66  | +47  | 12  |
| 4    | Blagnac          | 6 | 1 | 0 | 5 | 88  | 170 | -82  | 8   |

|  | Qualifiés pour la phase finale (no 1, no 2).                                                                                                |
|  | V : Victoires • N : Matches Nuls • D : Défaites • PP : Points Pour (marqués) • PC : Points Contre (encaissés) • Diff : Différence de points |

### Poule 6
| Rang | Club            | J | V | N | D | Pm  | Pe  | Diff | Pts |
| ---- | --------------- | - | - | - | - | --- | --- | ---- | --- |
| 1    | Gaillac         | 6 | 5 | 0 | 1 | 225 | 108 | +117 | 16  |
| 2    | Bourg-en-Bresse | 6 | 4 | 0 | 2 | 100 | 96  | +4   | 14  |
| 3    | Graulhet        | 6 | 2 | 0 | 4 | 118 | 127 | -9   | 10  |
| 4    | Lunel           | 6 | 1 | 0 | 5 | 70  | 182 | -112 | 8   |

|  | Qualifiés pour la phase finale (no 1, no 2).                                                                                                |
|  | V : Victoires • N : Matches Nuls • D : Défaites • PP : Points Pour (marqués) • PC : Points Contre (encaissés) • Diff : Différence de points |

### Phase finale
Les demi-finales se jouent en match aller-retour. Les points marqués lors de chaque match sont séparés par une barre verticale « | ». Le vainqueur est celui qui a marqué le plus de points sur l'ensemble des deux rencontres.
|  | Huitièmes de finale | Huitièmes de finale |          |         | Quarts de finale | Quarts de finale |  |  | Demi-finales | Demi-finales |  |  | Finale | Finale |
|  | Huitièmes de finale | Huitièmes de finale |          |         | Quarts de finale | Quarts de finale |  |  | Demi-finales | Demi-finales |  |  | Finale | Finale |
|  |                     |                     |          |         |                  |                  |  |  |              |              |  |  |        |        |
|  |                     |                     |          |         |                  |                  |  |  |              |              |  |  |        |        |
|  |                     |                     |          |         |                  |                  |  |  |              |              |  |  |        |        |
|  | Saint-Nazaire       | 9                   |          |         |                  |                  |  |  |              |              |  |  |        |        |
|  | Saint-Nazaire       | 9                   |          |         |                  |                  |  |  |              |              |  |  |        |        |
|  | Grenoble            | 21                  |          |         |                  |                  |  |  |              |              |  |  |        |        |
|  | Grenoble            | 21                  | Massy    | 23      |                  |                  |  |  |              |              |  |  |        |        |
|  |                     |                     | Massy    | 23      |                  |                  |  |  |              |              |  |  |        |        |
|  |                     | Grenoble            | 30       |         |                  |                  |  |  |              |              |  |  |        |        |
|  | -                   | Grenoble            | 30       | -       |                  |                  |  |  |              |              |  |  |        |        |
|  | -                   |                     |          | -       |                  |                  |  |  |              |              |  |  |        |        |
|  | Massy               | -                   |          |         |                  |                  |  |  |              |              |  |  |        |        |
|  | Massy               | -                   | Grenoble | 25 \| 9 |                  |                  |  |  |              |              |  |  |        |        |
|  |                     |                     | Grenoble | 25 \| 9 |                  |                  |  |  |              |              |  |  |        |        |
|  |                     | Limoges             | 14 \| 26 |         |                  |                  |  |  |              |              |  |  |        |        |
|  | Bédarrides          | Limoges             | 14 \| 26 | 30      |                  |                  |  |  |              |              |  |  |        |        |
|  | Bédarrides          |                     |          | 30      |                  |                  |  |  |              |              |  |  |        |        |
|  | Saint-Jean-de-Luz   | 19                  |          |         |                  |                  |  |  |              |              |  |  |        |        |
|  | Saint-Jean-de-Luz   | 19                  | Limoges  | 29      |                  |                  |  |  |              |              |  |  |        |        |
|  |                     |                     | Limoges  | 29      |                  |                  |  |  |              |              |  |  |        |        |
|  |                     | Bédarrides          | 17       |         |                  |                  |  |  |              |              |  |  |        |        |
|  | -                   | Bédarrides          | 17       | -       |                  |                  |  |  |              |              |  |  |        |        |
|  | -                   |                     |          | -       |                  |                  |  |  |              |              |  |  |        |        |
|  | Limoges             | -                   |          |         |                  |                  |  |  |              |              |  |  |        |        |
|  | Limoges             | -                   | Limoges  | 18      |                  |                  |  |  |              |              |  |  |        |        |
|  |                     |                     | Limoges  | 18      |                  |                  |  |  |              |              |  |  |        |        |
|  |                     | Gaillac             | 21       |         |                  |                  |  |  |              |              |  |  |        |        |
|  | Fleurance           | Gaillac             | 21       | 24      |                  |                  |  |  |              |              |  |  |        |        |
|  | Fleurance           |                     |          | 24      |                  |                  |  |  |              |              |  |  |        |        |
|  | Cahors              | 32                  |          |         |                  |                  |  |  |              |              |  |  |        |        |
|  | Cahors              | 32                  | Nîmes    | 30      |                  |                  |  |  |              |              |  |  |        |        |
|  |                     |                     | Nîmes    | 30      |                  |                  |  |  |              |              |  |  |        |        |
|  |                     | Cahors              | 10       |         |                  |                  |  |  |              |              |  |  |        |        |
|  | -                   | Cahors              | 10       | -       |                  |                  |  |  |              |              |  |  |        |        |
|  | -                   |                     |          | -       |                  |                  |  |  |              |              |  |  |        |        |
|  | Nîmes               | -                   |          |         |                  |                  |  |  |              |              |  |  |        |        |
|  | Nîmes               | -                   | Nîmes    | 10 \| 5 |                  |                  |  |  |              |              |  |  |        |        |
|  |                     |                     | Nîmes    | 10 \| 5 |                  |                  |  |  |              |              |  |  |        |        |
|  |                     | Gaillac             | 39 \| 30 |         |                  |                  |  |  |              |              |  |  |        |        |
|  | Lavaur              | Gaillac             | 39 \| 30 | 9       |                  |                  |  |  |              |              |  |  |        |        |
|  | Lavaur              |                     |          | 9       |                  |                  |  |  |              |              |  |  |        |        |
|  | Bourg-en-Bresse     | 25                  |          |         |                  |                  |  |  |              |              |  |  |        |        |
|  | Bourg-en-Bresse     | 25                  | Gaillac  | 21      |                  |                  |  |  |              |              |  |  |        |        |
|  |                     |                     | Gaillac  | 21      |                  |                  |  |  |              |              |  |  |        |        |
|  |                     | Bourg-en-Bresse     | 16       |         |                  |                  |  |  |              |              |  |  |        |        |
|  | -                   | Bourg-en-Bresse     | 16       | -       |                  |                  |  |  |              |              |  |  |        |        |
|  | -                   |                     |          | -       |                  |                  |  |  |              |              |  |  |        |        |
|  | Gaillac             | -                   |          |         |                  |                  |  |  |              |              |  |  |        |        |
|  | Gaillac             | -                   |          |         |                  |                  |  |  |              |              |  |  |        |        |

## Entraîneurs
L'équipe professionnelle est encadrée par
| Nom                        | Poste   | Nationalité |
| -------------------------- | ------- | ----------- |
| Franck Corrihons           | Général | France      |
| Jean-François Martin-Culet | Adjoint | France      |

## Effectif de la saison 2005-2006
| Nom                  | Poste                  | Naissance         | Nationalité      |
| -------------------- | ---------------------- | ----------------- | ---------------- |
| Julien Bramon        | Pilier                 | 29 mars 1982      | France           |
| Richard Choirat      | Pilier                 | 28 septembre 1984 | France           |
| Romain David         | Pilier                 | 21 avril 1982     | France           |
| Grégory Fabro        | Pilier                 | 28 février 1986   | France           |
| Laurent Faihy        | Pilier                 | 8 novembre 1978   | France           |
| Mathieu Greff        | Pilier                 | 11 juillet 1984   | France           |
| Johan Hendriks       | Pilier                 | 1er février 1973  | Afrique du Sud   |
| Thomas Mounier       | Pilier                 | 19 avril 1984     | France           |
| Levan Ghvaberidze    | Talonneur              | 1er janvier 1982  | Géorgie          |
| Emmanuel Maignien    | Talonneur              | 5 janvier 1982    | France           |
| Ioan Ciofu           | Deuxième ligne         | 1er janvier 1978  | Roumanie         |
| Vincent Quivet       | Deuxième ligne         | 13 août 1983      | France           |
| Roderick Labuschagne | Deuxième ligne         | 21 septembre 1979 | Afrique du Sud   |
| Elie Okouya          | Deuxième ligne         | 20 mars 1983      | France           |
| Dorian Seve          | Deuxième ligne         | 28 juillet 1986   | France           |
| Eduardo Stuart       | Deuxième ligne         | 1983              | Argentine        |
| Anthony Bertholet    | Troisième ligne aile   | 10 février 1984   | France           |
| Florin Corodeanu     | Troisième ligne aile   | 26 mars 1977      | Roumanie         |
| Pierre Laurent       | Troisième ligne aile   | 25 mai 1978       | France           |
| Gwendal Ollivier     | Troisième ligne aile   | 27 décembre 1977  | France           |
| Jonathan Best        | Troisième ligne centre | 2 août 1983       | France           |
| Grégory Delmas       | Troisième ligne centre | 17 juillet 1983   | France           |
| Johann Authier       | Demi de mêlée          | 16 décembre 1981  | France           |
| Pierre Rochette      | Demi de mêlée          | 18 octobre 1982   | France           |
| Thomas Servien       | Demi de mêlée          | 19 avril 1985     | France           |
| Pierre-Alexandre Dut | Demi d'ouverture       | 25 février 1985   | France           |
| Maxime Suarez        | Demi d'ouverture       | 14 mars 1976      | France           |
| Baptiste Bruncher    | Centre                 | 13 août 1985      | France           |
| Yannick Lucas        | Centre                 | 30 janvier 1984   | France           |
| Yann Rave            | Centre                 | 19 octobre 1984   | France           |
| Jason Tiatia         | Centre                 | 27 juin 1979      | Nouvelle-Zélande |
| Jean-Victor Bertrand | Ailier                 | 12 mars 1972      | France           |
| Arnaud Di Benedetto  | Ailier                 | 22 septembre 1982 | France           |
| Nicolas Pardo        | Ailier                 | 6 juillet 1985    | France           |
| Nicolas Ribeiro      | Ailier                 | 6 mai 1983        | France           |
| Kevin Zhakata        | Ailier                 | 5 décembre 1981   | France           |
| Jordan Garnier       | Arrière                | 1er mai 1982      | France           |
| Dermot O'Sullivan    | Arrière                | 11 novembre 1977  | Irlande          |

### Équipe-Type
1. Laurent Faihy ou Romain David  2. Emmanuel Maignien 3. Johan Hendriks

4. Ioan Ciofu 5. Roderick Labuschagne 

6. Gwendal Ollivier  8. Jonathan Best 7. Pierre Laurent 

9. Johann Authier 10. Maxime Suarez 

11. Jean-Victor Bertrand 12. Kevin Zhakata ou Yann Rave 13. Baptiste Bruncher 14. Jordan Garnier 

15. Dermot O'Sullivan 